# Sống cùng lịch sử (phim)
Sống cùng lịch sử là một bộ phim được Nhà nước Việt Nam đặt hàng Hãng Phim truyện Việt Nam sản xuất năm 2014 để kỷ niệm 60 năm chiến thắng Điện Biên Phủ. Phim do Nghệ sĩ Nhân dân Nguyễn Thanh Vân, Phó giám đốc Hãng phim truyện Việt Nam làm đạo diễn.
Bộ phim gây chú ý trong dư luận khi được đầu tư đến 21 tỷ đồng (gần 1 triệu USD, kinh phí hoàn toàn của Nhà nước) nhưng lại bị đánh giá là một thất bại về doanh thu, hoàn toàn ế khách khi không bán nổi 1 vé và phải ngừng chiếu chỉ vài ngày sau khi ra rạp vào đúng dịp Quốc khánh Việt Nam 2 tháng 9. Tuy nhiên, điều đáng ngạc nhiên hơn là 1 tháng sau, khi được phát tại các rạp nhân dịp kỷ niệm 10/10/2014, phim lại thu hút rất đông khán giả đến xem.

## Nội dung phim
Phim kể về một nhóm bạn trẻ "đi phượt" đến Điện Biên rồi "tình cờ mơ thấy" mình xuất hiện trong trận chiến Điện Biên Phủ và trở thành những dân công kéo pháo, đào hầm. Từ những thanh niên của thế giới hiện đại với iPad, iPhone, sống "thực dụng, bàng quan", "ích kỷ và thiếu trách nhiệm với xã hội", họ dần "thay đổi theo hướng tích cực". Sau khi rút ra được bài học sâu sắc về những tấm gương và lý tưởng cao đẹp, nhóm bạn trẻ đi về qua Lăng Chủ tịch Hồ Chí Minh, vào viếng nhà Đại tướng Võ Nguyên Giáp và khóc.

## Diễn viên
- Nguyễn Thu Quỳnh vai Nga
- Đào Chí Nhân vai Lâm
- Hoàng Tuấn Kiên vai Tùng
- Hoàng Mai Anh vai Dương
- Nicolas Nguyễn Văn vai Paul
- Anastasia Zholobova vai Hana
- Lâm Tùng vai Đại tướng Võ Nguyên Giáp

## Công chiếu
Được Nhà nước đầu tư với kinh phí cao, Sống cùng lịch sử được kỳ vọng sẽ "tạo ra bước đột phá cho mảng phim lịch sử". Bộ phim được chọn chiếu mở màn miễn phí từ ngày 26 đến 30 tháng 4 năm 2014 để kỷ niệm 60 năm chiến thắng Điện Biên Phủ.
Theo NSND Nguyễn Thanh Vân, đạo diễn của bộ phim và là Phó giám đốc Hãng phim truyện Việt Nam, ê-kíp làm phim đã cố liên lạc với các rạp nhà nước lẫn tư nhân nhưng các chủ rạp tư nhân không đồng ý trình chiếu bởi họ còn phải tính đến "bài toán kinh doanh".
Đến dịp lễ ngày 2 tháng 9, bộ phim mới được chính thức công chiếu ở Trung tâm Chiếu phim Quốc gia (do Bộ Văn hóa, Thể thao và Du lịch quản lý) và rạp Kim Đồng (do Sở Văn hóa, Thể thao và Du lịch Hà Nội quản lý) từ ngày 29 tháng 8. Tuy được ưu tiên chiếu ở những khung giờ đẹp nhất trong ngày (10 giờ, 19 giờ 30, và 20 giờ), nhưng các rạp đã phải liên tục hủy chiếu vì số lượng khán giả tới xem chỉ từ 2 đến 3 người, và chính thức ngưng chiếu sau hai tuần.
Sau khi "chết" ở rạp, Sống cùng lịch sử sẽ tiếp tục được đem chiếu miễn phí cho sinh viên và bộ đội xem với sự hợp tác của Trung ương Đoàn Hà Nội và Hãng phim Quân đội, theo lời đạo diễn Thanh Vân chia sẻ.
Hai phim khác do nhà nước đầu tư cũng chiếu vào tháng 9 năm 2014 là Mộ gió và Đam mê cũng chịu số phận tương tự, chỉ bán được vài vé.
Tuy nhiên, khi phim được trình chiếu trong khuôn khổ Tuần phim Kỷ niệm 60 năm Ngày Giải phóng Thủ đô (10/10/1954 - 10/10/2014). Thông tin từ phòng chiếu của Trung tâm Chiếu phim Quốc gia, buổi khai mạc tối 8/10, nhiều người đã chứng kiến cảnh quá tải khán giả đến xem bộ phim này. Cũng theo Trung tâm này, bộ phim được lựa chọn phòng chiếu lớn nhất với 400 chỗ ngồi, vậy nhưng sau đó, rạp đã phải kê thêm rất nhiều ghế để đáp ứng nhu cầu của khán giả. Tại buổi khai mạc phim tại Trung tâm Chiếu phim Quốc gia, đạo diễn Phạm Nhuệ Giang (vợ đạo diễn Nguyễn Thanh Vân) cho biết, nếu so với hai đợt ra mắt trước đó là dịp 30/4 và 2/9 thì lần này công tác quảng bá phim được làm tốt hơn.

## Phản hồi
Trước khi phim được trình chiếu, nhà thơ Hoàng Nhuận Cầm (đang làm việc cho Hãng Phim truyện Việt Nam) tuyên bố: "Anh chị nào xem phim xong mà không khóc, đảm bảo hoàn tiền vé". Tuy nhiên Sống cùng lịch sử đã không bán được 1 vé nào trong suốt 2 tuần ở Rạp Kim Đồng.
Báo Nhân dân đánh giá Sống cùng lịch sử "có cấu trúc, cách thể hiện độc đáo vượt trội", lôi cuốn khán giả với "thủ pháp nghệ thuật đỉnh cao". Đạo diễn Nguyễn Thanh Vân được khen là đã khiến "chất lượng phim bộc lộ ra trọn vẹn" với "bản lĩnh nghệ thuật" và "độ hào hứng say mê". Theo báo này, các diễn viên chính đã có tình yêu thật sự khi vào vai diễn của mình, và cảnh khóc Đại tướng Võ Nguyên Giáp là "khóc thật sự, nhập vai đến mức quên mình đang diễn". Bộ phim được cho là đã thể hiện "lòng yêu nước, khí phách dân tộc và sự hiến dâng có trong mỗi thế hệ" mà không hề "suông sáo, tẻ nhàm, giáo điều".
Đạo diễn Nhuệ Giang, vợ của NSND Nguyễn Thanh Vân, cho rằng đây là "một bộ phim hay", "hình ảnh đẹp", "các cuộc chiến đấu hoành tráng", "mang nhiều ý nghĩa lịch sử". Đạo diễn Nguyễn Thanh Vân cũng tự đánh giá rằng Sống cùng lịch sử đã "hoàn thành sứ mệnh" (chiếu trong các dịp kỷ niệm quan trọng), và ông "hoàn toàn hài lòng về nội dung và cách thể hiện của bộ phim", nhưng cũng buồn khi thấy kết quả doanh thu.
Báo Thể thao & Văn hóa cho rằng Sống cùng lịch sử là một bộ "phim nhà nước", "phim truyền thống", có "mô hình đã hoàn toàn lạc hậu so với hiện tại", phim làm ra chỉ để "cất kho", "không hề đầu tư phần quảng bá" nên việc không bán được vé nào là đã được báo trước.
Theo VnExpress, khán giả cho rằng bộ phim "nặng tính tuyên truyền", "được đầu tư kỹ lưỡng về hình ảnh" nhưng "vẫn đi theo lối mòn", "cách xây dựng cốt truyện xa rời thực tế", "lời thoại cũ kỹ" và "có nhiều tình tiết hơi vô lý".
Theo 24h.com.vn, Sống cùng lịch sử "được quay đẹp, âm thanh hay, trẻ trung, hiện đại và có một số chi tiết thú vị", nhưng "chưa thật sự hấp dẫn", "chưa đủ sức cuốn hút người xem". Các diễn viên bị chê là "đọc lời thoại" một cách "khô khan, thiếu cảm xúc", lúc bom đạn rơi nổ khốc liệt thì một vài diễn viên phụ vẫn đi lại "hiên ngang", "thiếu chân thực". Khâu hóa trang cũng bị chê khi các cô dân công và anh chiến sĩ lại có "kiểu tóc thời thượng", "thậm chí nhuộm tóc vàng hoe". Bộ phim còn bị chỉ trích vì có những cảnh nhạy cảm không phù hợp với một bộ phim lịch sử, như cảnh nhân vật nữ chính (Nguyễn Thu Quỳnh) khỏa thân trong nhà tắm, nhân vật nam đứng ngoài ngắm rồi hai người hôn nhau đắm đuối, cảnh một tên lính Pháp cưỡng hiếp cô gái dân tộc Thái, cảnh cô nữ dân công giả trai để cầm súng đánh giặc để lộ cả ngực.
BBC Vietnamese cho rằng đây là một bộ phim "được thực hiện để ca ngợi chiến thắng Điện Biên Phủ và Đại tướng Võ Nguyên Giáp", được nhà nước Việt Nam đầu tư đến 21 tỷ đồng nhưng vẫn bị ế.
Vietnamnet cho rằng bộ phim được làm theo kiểu "đem con bỏ chợ", "đốt tiền tỷ" để "làm phim không ai xem". Khi được hỏi về việc "ai sẽ chịu trách nhiệm", ông Phan Đình Tân, người phát ngôn của Bộ Văn hóa, Thể thao và Du lịch nói chưa nắm thông tin vụ việc, nhưng Cục Điện ảnh chịu trách nhiệm phải trả lời, khi phóng viên liên hệ với các lãnh đạo Cục thì lại không nhận được câu trả lời.
Lý giải về việc phim lại thu hút được nhiều khán giả sau khi công chiếu 1 tháng, đạo diễn Phạm Nhuệ Giang nói: "Có lẽ là do trước đó, bộ phim cũng đã ra mắt ở các trường đại học, đoàn thanh niên, rồi người nọ truyền người kia nên cũng tạo thành một hiệu ứng tốt cho phim. Rất đông khán giả đã đến rạp, thậm chí nhiều người còn không có ghế ngồi nhưng vẫn xem từ đầu đến cuối. Tôi đã nhìn thấy những giọt nước mắt của các khán giả lớn tuổi, còn khán giả trẻ thì lặng lẽ thưởng thức".